# NGC 4269
NGC 4269 في الفهرس العام الجديد، هي مجرة، تقع في كوكبة العذراء. اكتشفت في 4 مارس 1862 بواسطة هاينريش لويس دريست.

## روابط خارجية
- NGC 4269 على موقع ويكي سكاي: DSS2, SDSS, GALEX, IRAS, Hydrogen α, X-Ray, Astrophoto, Sky Map, Articles and images